# GesundheitsAKTE
GesundheitsAKTE ist ein deutsches Servicemagazin, das vom 23. Januar 2013 bis 2. Februar 2014 auf Sat.1 Gold ausgestrahlt wurde Moderiert und produziert wurde die Sendung von Ulrich Meyer und seinem Endemol-Tochterunternehmen METAproductions. GesundheitsAKTE war ein Ableger von Akte – Reporter kämpfen für Sie.

## Konzept
In diesem von Ulrich Meyer moderierten Akte-Ableger ging es um die Themen Gesundheit, Ernährung, Fitness usw.

## Ausstrahlung
Die erste Staffel mit 42 Folgen wurde vom 23. Januar bis zum 13. November 2013 mittwochs um 21.00 Uhr ausgestrahlt. Im Monat Mai wurden auch Folgen sonntags um 11.30 Uhr ausgestrahlt.
Auf Sat.1 wird das Mutterformat Akte – Reporter kämpfen für Sie ausgestrahlt und auf Sat.1 Gold wurden weitere Ableger ausgestrahlt, wie unter anderem ServiceAKTE (2013–2017).